# Escoba
Escoba é a variante espanhola do jogo de cartas italiano Scopa  (mais especificamente da Scopa da Quindici ou Scopa di Quindici ); "escoba" significa "vassoura", se refere à situação no jogo onde todas as cartas sobre a mesa são "varridas" em uma única vez; o jogo também é conhecido como Escoba de Quince . O jogo é geralmente jogado com um maço de baralho espanhol.

## Objetivo do jogo
O objetivo do jogo é ser o primeiro jogador a marcar 15 pontos por meio de captura de cartas. Os pontos são marcados de várias maneiras, conforme detalhado abaixo. Isso não significa necessariamente que o jogador com o maior número de cartas capturadas em uma rodada específica obterá a maior pontuação.

## Tipo de baralho
Um baralho tradicional espanhol de 40 cartas é usado para jogar. Para baralhos espanhóis tradicionais que têm de 1 a 12 de cada naipe (oa baralhos de 48 cartas), o 8 e o 9 de cada naipe devem ser removidos, deixando 40 cartas. Um baralho de cartas padrão francês de 52 cartas (tendo Ás, 2-10, Valete, Dama, Rei) pode ser modificado removendo o 8, 9 e 10 de cada naipe, deixando 40 cartas.

## Distribuição das cartas
No início de cada rodada, o carteador distribuirá três cartas para cada jogador, viradas para baixo. Depois que todos os jogadores receberam as cartas, quatro cartas da mesa são distribuídas, viradas para cima, no centro da mesa e o jogo começa.
Em raras ocasiões em que as quatro cartas iniciais distribuídas na mesa somam 15, elas são tomadas pelo carteador e adicionadas à sua pilha de pontuação.

## Ordem e valor das cartas
Ao usar um baralho espanhol tradicional, todas as cartas valem seu valor nominal, exceto para os 10 (Valete) , 11 (Cavalo) e 12 (Rei), que são reduzidos em valor a 8, 9 e 10, respectivamente.

## Desenvolvimento do jogo
O jogo começa com a pessoa à direita do carteador. Cada jogador, por sua vez, tenta combinar uma carta de sua mão com uma ou mais cartas na mesa para produzir um total de 15.  Todas as cartas combinadas, incluindo a da mão do jogador, são removidas do tabuleiro e colocadas em uma pilha de pontuação na frente do jogador. Se o jogador não conseguir fazer um total de 15, ele deve descartar uma das cartas de sua mão, adicionando-a às cartas disponíveis no centro da mesa. Depois de marcar uma mão ou descartar, a jogada então se move para o próximo jogador no sentido anti-horário.
Se o jogador conseguir combinar uma carta de sua mão com todas as cartas do tabuleiro para um total de 15, esse jogador marcou uma escoba, valendo um ponto adicional no final da rodada. Cada escoba marcada é tipicamente anotada pelo jogador virando uma carta de sua pilha para cima.
Depois que cada jogador tiver esgotado sua mão, o carteador distribuirá uma nova mão de três cartas cada, exatamente como no início da rodada. A última mão em uma rodada específica é aquela que esgota o baralho. No final desta rodada, o último jogador a ter tirado as cartas da mesa recebe as cartas restantes, independentemente do seu valor. Depois disso, a rodada é marcada e o acordo segue para o próximo jogador à esquerda.

## Pontuação
Os pontos são determinados no final de cada rodada. Os jogadores marcam pontos com base nas seguintes categorias:
- Maior quantidade de cartas: O jogador com mais cartas em sua pilha de pontuação ganha um ponto.
- Maior número de cartas de ouros: O jogador com mais ouros (moedas) ganha um ponto.
- Maior quantidade de setes: O jogador com mais setes ganha um ponto.
- Sete de ouros (ou guindis): O jogador com sete de moedas ganha um ponto.
- Todos os setes: Se um jogador conseguiu capturar todos os setes, ele ganha um ponto adicional.
- Todas a cartas de ouros: ganha-se 3 pontos.
- Os jogadores também ganham um ponto adicional para cada escoba que obtiverem.
- Se o adversário obtiver menos de 10 cartas: ganha-se 2 pontos.

Se dois ou mais jogadores marcarem o mesmo em qualquer categoria, nenhum deles receberá um ponto nessa categoria, por exemplo, se dois jogadores pegarem 5 cartas de ouros cada um, nenhum deles marcará um ponto. O primeiro jogador a atingir uma pontuação de 21 (ou 31) é declarado o vencedor. Se dois jogadores atingirem pelo menos 21 (ou 31) na mesma mão, o jogador com mais pontos ganha. Se houver empate, o jogo continua até que o empate seja desfeito.

## Escova
Escova é a variação portuguesa da Escoba e por conseguinte da Scopa da Quindici também. Possui regras similares a Escoba, porém existem algumas diferenças.